# 中村光毅
中村 光毅（なかむら みつき、1944年4月7日 - 2011年5月16日）は、日本のアニメーション美術監督、メカニックデザイナー、イラストレーター。デザインオフィス・メカマン主宰。
美術監督としてタツノコプロの第1期黄金期を支えながら、日本にSFアニメ文化ができる以前の1960年代から同社のメカデザインを手掛けてきた、メカニックデザイナーの草分け的存在。

## 略歴
中学卒業後、東映動画に入社。
1964年、タツノコプロに美術担当として入社。約13年間在籍し、同社の第1作『宇宙エース』から『ポールのミラクル大作戦』まで関わった作品のすべてで美術監督やメカニックデザイナーを歴任。『科学忍者隊ガッチャマン』では、当時新人の背景マンからコンバートされたばかりの大河原邦男とともに、日本で初めてメカニックデザインとしてクレジットされた。
1976年、独立して大河原邦男と「デザインオフィス・メカマン」を設立。以後はメカニックデザインからは退き、美術に専念するようになる。その後、メカマンの代表取締役を務めるかたわら、『機動戦士ガンダム』『うる星やつら』『北斗の拳』『風の谷のナウシカ』といった数々のアニメ作品に美術監督として関わり、そのヒットに貢献する。
2011年5月16日、口腔癌のため東京都内の自宅で死去。67歳没。

## 人物
子供の頃から絵を描くのが好きで、ディズニーの『シンデレラ』を見て刺激を受けてアニメを制作する仕事に携わりたいと考えるようになる。しかし、キャラクターは描けないと思ったので、初めから背景美術を目指していた。
美術監督でありながら、タツノコプロ時代はメカのデザインも手掛けていた。
日本的なアニメ表現にとって背景美術の果たす役割は非常に大きなものだが、そうした方向に向かうきっかけの一つを、中村がタツノコプロ時代に美術課のトップとして手がけた『科学忍者隊ガッチャマン』などの作品美術が作ったと言われる。中村の美術の仕事で最も知られるのは、1979年の『機動戦士ガンダム』である。スペースコロニーや宇宙要塞などの巨大建造物から、主人公たちが転々とする地球各地の様々な風景まで、多岐にわたる背景画を手がけた。
メカニックデザイナーとしての代表作は、『マッハGoGoGo』のマッハ号、『科学忍者隊ガッチャマン』のゴッドフェニックス、『タイムボカン』のヤゴマリンを除くほぼ全てのメカ、『ヤッターマン』のヤッターワン、およびヤッターペリカンなどの各種ヤッターメカ。特にマッハ号の評価は高く、2008年のウォシャウスキー兄弟による実写化映画『スピード・レーサー』において、40年を経たマッハ号のデザインにほとんど変化がなかったことが、彼の卓越したデザインセンスとデザインの完成度の高さを証明している。もともと車好きで、それが高じてデザインをすることになったという。その際、参考にしたのは漫画版のマッハ号と当時のフェラーリやポルシェなどの実車のデザインで、そこに自分のインスピレーションを加えて完成させた。このマッハ号の誕生とともに、メカデザイナーとしての中村光毅、そしてメカデザイナーという職種が誕生したとも言われる。ただし、立体化は考慮していないデザインだったため、プラモデル化の際には設計した人が苦労したという。また当時としては珍しいデザインだったため、設定書だけでは形を把握できなかったアニメーターたちがマッハ号を描くことが出来なかったため、オープニングに登場するマッハ号の動画は全て中村が訂正して描いている。中村が動画を描いたのはそれが最初で最後だった。
東映動画には4年弱在籍したが、背景美術を描くために設立されたばかりのタツノコプロに移籍した。紹介を受けて当時の社長・吉田竜夫の面接を受け、お互いギター好きだったことで話が合って入社が決まった。タツノコプロでは美術課長を務め、新人の研修なども担当していた。入社してきた大河原邦男の指導も行い、その後、大河原には背景美術からメカニックデザイナーへの転向を促した。
大河原と設立したメカマンではメカニックデザインを中心に仕事をしていくつもりだったが、すぐに大河原が会社から離れたことと自身がメカニックデザインの仕事を退いたことで、主に美術を手掛けるようになった。
『伝説巨神イデオン』のテレビシリーズでは、同時期に別作品（『ニルスのふしぎな旅』）の美術監督も担当していたため、「四条徹也」というペンネームを使用している。しかしその後制作された劇場版では本名でクレジットされている。

## 参加作品

### テレビアニメ
- 宇宙エース（1965-1966年） - 背景
- マッハGoGoGo（1967-1968年） - 美術監督・メカニックデザイン・OP原画
- おらぁグズラだど（1967-1968年） - 美術監督
- ドカチン（1968-1969年） - 美術監督
- 紅三四郎（1969年） - 背景
- ハクション大魔王（1969-1970年） - 美術監督
- 昆虫物語 みなしごハッチ（1970-1971年） - 美術監督
- いなかっぺ大将（1970-1972年） - 美術監督
- アニメンタリー 決断（1971年） - 美術設定
- カバトット（1971-1972年） - 美術監督
- 樫の木モック（1972年） - 背景
- かいけつタマゴン（1972-1973年） - 美術
- 科学忍者隊ガッチャマン（1972-1974年） - 美術監督・メカニックデザイン
- けろっこデメタン（1973年） - 美術監督
- 新造人間キャシャーン（1973-1974年） - 美術監督
- 破裏拳ポリマー（1974-1975年） - 美術監督・メカニックデザイン
- 宇宙の騎士テッカマン（1975年） - 美術監督
- タイムボカン（1975-1976年） - 美術監督・メカニックデザイン
- ポールのミラクル大作戦（1976-1977年） - 美術監督・メカニックデザイン
- ろぼっ子ビートン（1976-1977年） - 美術監督
- 超スーパーカー ガッタイガー（1977-1978年） - 美術監督・メカニックデザイン
- ヤッターマン（1977-1979年） - メカニックデザイン[注 6]
- 無敵超人ザンボット3（1977-1978年） - 美術監督
- 宇宙魔神ダイケンゴー（1978-1979年） - 美術監督
- 科学忍者隊ガッチャマンII（1978-1979年） - 美術デザイン
- 無敵鋼人ダイターン3（1978-1979年） - 美術監督[注 7]
- 宇宙戦艦ヤマト 新たなる旅立ち（1979年） - メカ設定
- 怪盗ルパン813の謎（1979年） - 美術監督
- 科学忍者隊ガッチャマンF（1979-1980年） - 美術デザイン
- 機動戦士ガンダム（1979-1980年） - 美術監督
- ザ☆ウルトラマン（1979-1980年） - 美術
- 伝説巨神イデオン（1980-1981年） - 美術監督 [注 8]
- ニルスのふしぎな旅（1980年、美術監督） -
- うる星やつら（1981-?年[注 9]） - 美術監督
- 黄金戦士ゴールドライタン（1981-1982年） - 美術担当
- 太陽の牙ダグラム（1981-1983年） - 美術監督
- ブレーメン4 地獄の中の天使たち（1981年） - 美術監督
- まいっちんぐマチコ先生（1981-1983年） - 美術監督
- 白い牙 ホワイトファング物語（1982年） - 舞台設定
- 太陽の子エステバン（1982-1983年） - 美術監督
- スプーンおばさん（1983-1984年） - 美術監督
- 北斗の拳（1984-1987年） - 美術デザイン
- 魔法の妖精ペルシャ（1984-1985年） - 美術監督
- ダーティペア（1985年） - 美術監督
- アニメ三銃士（1987-1989年） - 美術
- 機甲戦記ドラグナー（1987-1989年） - 美術
- 新グリム名作劇場（1988-1989年） - 美術監督
- 燃える!お兄さん（1988年） - 美術監督
- ルパン三世 バイバイ・リバティー・危機一発!（1989年） - 美術監督
- 世界名作童話 楽しいウイロータウン（1993-1994年） - 美術設定
- 銀河戦国群雄伝ライ（1994-1995年） - 美術監督
- ガンバリスト!駿（1996-1997年） - 美術監督
- 少年サンタの大冒険!（1996年） - 美術監督
- 逮捕しちゃうぞ（1996-1997年） - 美術監督
- 新マッハGoGoGo（1997年） - 美術監督
- アンドロイド・アナ MAICO 2010（1998年） - 美術監督
- 時空転抄ナスカ（1998年） - 美術監督
- SHADOW SKILL -影技-（1998年） - 美術監督
- 勝負師伝説 哲也（2000-2001年） - 美術デザイン
- タイムボカン2000 怪盗きらめきマン（2000年） - 美術監督
- ニャニがニャンだー ニャンダーかめん（2000-2001年） - 美術監督
- キン肉マンII世（2001年） - 美術監督
- 王ドロボウJING（2002年） - 美術監督
- 釣りバカ日誌（2002-2003年） - 美術監督
- ボボボーボ・ボーボボ（2003-2005年） - 美術デザイン
- Wind -a breath of heart-（2004年） - 美術監督
- 冒険王ビィト（2004-2005年） - 美術デザイン
- 冒険王ビィト エクセリオン（2005-2006年） - 美術デザイン
- あかほり外道アワーらぶげ（2005年） - 美術監督
- ガイキング LEGEND OF DAIKU-MARYU（2005-2006年） - 美術監督
- レ・ミゼラブル 少女コゼット（2007年） - 美術監督
- ヤッターマン（第2作）（2008-2009年） - 美術監督
- フレッシュプリキュア!（2009年） - 美術（11・18話）

### 劇場アニメ
- 科学忍者隊ガッチャマン（1978年） - 美術監督
- 機動戦士ガンダム（1981年） - 美術監督
- テクノポリス21C（1982年） - 美術設定
- 伝説巨神イデオン 接触編・発動編（1982年） - 美術監督
- クラッシャージョウ（1983年） - 美術監督
- ドキュメント 太陽の牙ダグラム（1983年） - 美術
- 風の谷のナウシカ（1984年） - 美術監督
- 地球物語 テレパス2500（1984年） - 美術監督
- あいつとララバイ 水曜日のシンデレラ（1987年） - 美術監督
- バツ&テリー（1987年） - 美術監督
- 変幻退魔夜行 カルラ舞う!　奈良怨霊絵巻（1989年） - 美術監督
- 武者・騎士・コマンド SDガンダム緊急出撃（1991年） - 美術
- アップフェルラント物語（1992年） - 美術監督
- ろくでなしBLUES 1993（1993年） - 美術
- ライヤンツーリーのうた（1994年） - 美術
- PiPi とべないホタル（1996年） - 美術監督
- 栄光へのシュプール -猪谷千春物語-（1997年） - 美術監督
- えっちゃんのせんそう（2002年） - 美術監督
- パッテンライ!! 〜南の島の水ものがたり〜（2008年） - 美術監督
- 映画 フレッシュプリキュア! おもちゃの国は秘密がいっぱい!?（2009年） - 美術監督

### OVA
- ダロス（1983-1985年） - 美術監督
- エリア88（1985-1986年） - 美術監督
- こちら葛飾区亀有公園前派出所（1985年） - 美術監督
- メガゾーン23（1985年） - 美術監督
- トゥインクルハート 銀河系までとどかない（1986年） - 美術監督、美術設定、ボード
- 宇宙家族カールビンソン（1988年） - 美術監督
- トウキョウ・バイス（1988年） - 美術設定
- Cryingフリーマン（1989-1992年[注 10]） - 美術監督
- Hi-SPEED JECY（1989-1990年） - 美術監督
- 変幻退魔夜行 カルラ舞う! 仙台小芥子怨歌（1990-1991年） - 美術監督
- 花のあすか組!2 ロンリーキャッツ・バトルロイヤル（1990年） - 美術監督
- ヴァンパイヤー戦争（1991年） - 美術監督
- スローステップ（1991年） - 美術監督
- 機神兵団（1992-1993年） - 美術監督

### ゲーム
- 糸井重里のバス釣りNo.1 決定版　- 美術設定

### テレビドラマ
- 浮浪雲（1978年、タイトル画）

## 著書
- 『メカマン・アートワークス 中村光毅の世界』（岡田有章との共著、メディアワークス、2001年11月5日）

## 絵本
- 立原えりか、中村光毅、佐藤悦夫、片山径子『ふしぎの国のアリス』講談社〈ディズニー名作童話館①〉、1987年10月8日。ISBN 4061942514。
- 浅川じゅん、三石宏文、三石泰江、片山径子『ダンボ』講談社〈ディズニー名作童話館②〉、1987年10月8日。ISBN 4061942522。
- 間所ひさこ、中村光毅、森田浩光、片山径子『シンデレラ』講談社〈ディズニー名作童話館③〉、1987年10月8日。ISBN 4061942530。
- 間所ひさこ、森田浩光、中村光毅『101匹わんちゃん』講談社〈ディズニー名作童話館⑧〉、1988年1月10日。ISBN 4061942581。
- 末吉暁子、中村光毅、佐藤悦夫、片山径子『ピーター・パン』講談社〈ディズニー名作童話館⑨〉、1988年2月22日。ISBN 406194259X。
- 川崎洋、西岡たかし、中村光毅、片山径子『3匹の子ぶた』講談社〈ディズニー名作童話館⑩〉、1988年2月22日。ISBN 4061942603。
- 福川祐司、シュン斎藤、中村光毅、三石泰江、片山径子『わんわん物語』講談社〈ディズニー名作童話館⑪〉、1988年3月21日。ISBN 4061942611。
- 森山京、三石宏文、三石泰江、片山径子『くまのプーさん』講談社〈ディズニー名作童話館⑫〉、1988年3月22日。ISBN 406194262X。
- 岡信子、森田浩光、中村光毅『おしゃれキャット』講談社〈ディズニー名作童話館⑬〉、1988年4月24日。ISBN 4061942638。
- 上地ちづ子、芝知照、三石泰江、片山径子『ミッキーの巨人たいじ』講談社〈ディズニー名作童話館⑭〉、1988年4月24日。ISBN 4061942646。
- 大石真、中村光毅、佐藤悦夫、片山径子『バンビ』講談社〈ディズニー名作童話館⑰〉、1988年6月24日。ISBN 4061942670。
- 堀内純子、中村光毅、三石宏文、片山径子『眠れる森の美女』講談社〈ディズニー名作童話館⑱〉、1988年6月24日。ISBN 4061942689。
- 立原えりか、中村光毅、佐藤悦夫、片山径子『リトル・マーメイド・人魚姫』講談社〈ディズニー名作童話館⑲〉、1991年7月10日。ISBN 4061942697。
- 矢部美智代、中村光毅、佐藤悦夫、片山径子『美女と野獣』講談社〈ディズニー名作童話館⑳〉、1993年7月1日。ISBN 4061942700。
- 立原えりか、西岡たかし、中村光毅、片山径子『アラジン』講談社〈ディズニー名作童話館㉑〉、1993年8月10日。ISBN 4061942719。
- 窪田僚、西岡たかし、中村光毅、片山径子『ライオン・キング』講談社〈ディズニー名作童話館㉒〉、1994年9月30日。ISBN 4061942727。